# Léleges
Los léleges fueron uno de los primeros pueblos originarios de Grecia, el mar Egeo y el sudoeste de Anatolia, que ya debían encontrarse en esas regiones cuando llegaron las primeras tribus indoeuropeas de los helenos. 
Se piensa que el nombre «lélege» no es un apelativo que esta gente se haya asignado a sí misma. Durante la Edad del Bronce, el término lulahi estaba en uso en el idioma luvita para referirse a los pueblos bárbaros. «Léleges» vendría a ser, entonces, una tentativa de transcribir lulahi en griego. 
Según Apolodoro, había un rey autóctono llamado Lélege, del que podría derivar el nombre. Una etimología similar es la que proporcionan los mitógrafos griegos para dar nombres a otras tribus que se asentaron en el área.
Se pensaba que antes de la guerra de Troya, los léleges, al igual que los pelasgos y los caucones, habían estado errando por Europa y que luego los léleges y los carios se habían hecho continentales con ayuda de los cretenses. Pese a que Estrabón distingue los léleges de los carios, Heródoto dice que los carios se llamaban léleges cuando eran dueños de las islas y eran súbditos de Minos de Creta.
Según afirma Homero en la Ilíada, los léleges lucharon en el bando troyano en la guerra de Troya.
Según Aristóteles, habían llegado a ocupar la parte occidental de Acarnania en una época indeterminada, así como Beocia, e incluso había autores que los relacionaban con los locrios.
Estrabón relata que en esa época vivían en la zona comprendida entre los cilicios (que vivían en la Tróade, en un territorio por tanto distinto de la posterior Cilicia) y los territorios gobernados por Eneas pero cuando Aquiles saqueó sus ciudades se trasladaron a otro territorio en torno a la zona donde posteriormente se ubicaría Halicarnaso y fundaron ocho ciudades.
Durante la migración jonia, los léleges ocupaban uno de los tramos costeros que iba desde Éfeso hasta Focea y que incluía las islas de Samos y Quíos antes de ser expulsados por los jonios, tras lo cual se retiraron hacia el sur.
Posteriormente la tribu se distribuyó por Grecia cuando se dedicó a hacer expediciones militares junto con los carios, y luego desapareció. No obstante, en la Antigüedad persistían en Caria restos arqueológicos tales como tumbas, fortificaciones y asentamientos que se suponía que les pertenecían.